# Yakov Hadas-Handelsman

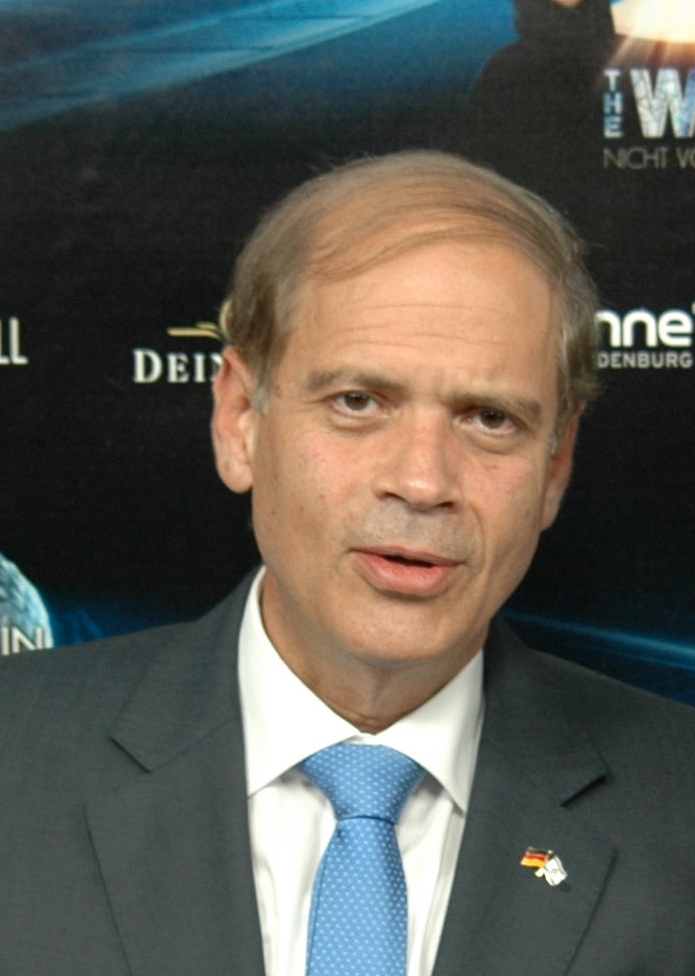
Yakov Hadas-Handelsman (2014)

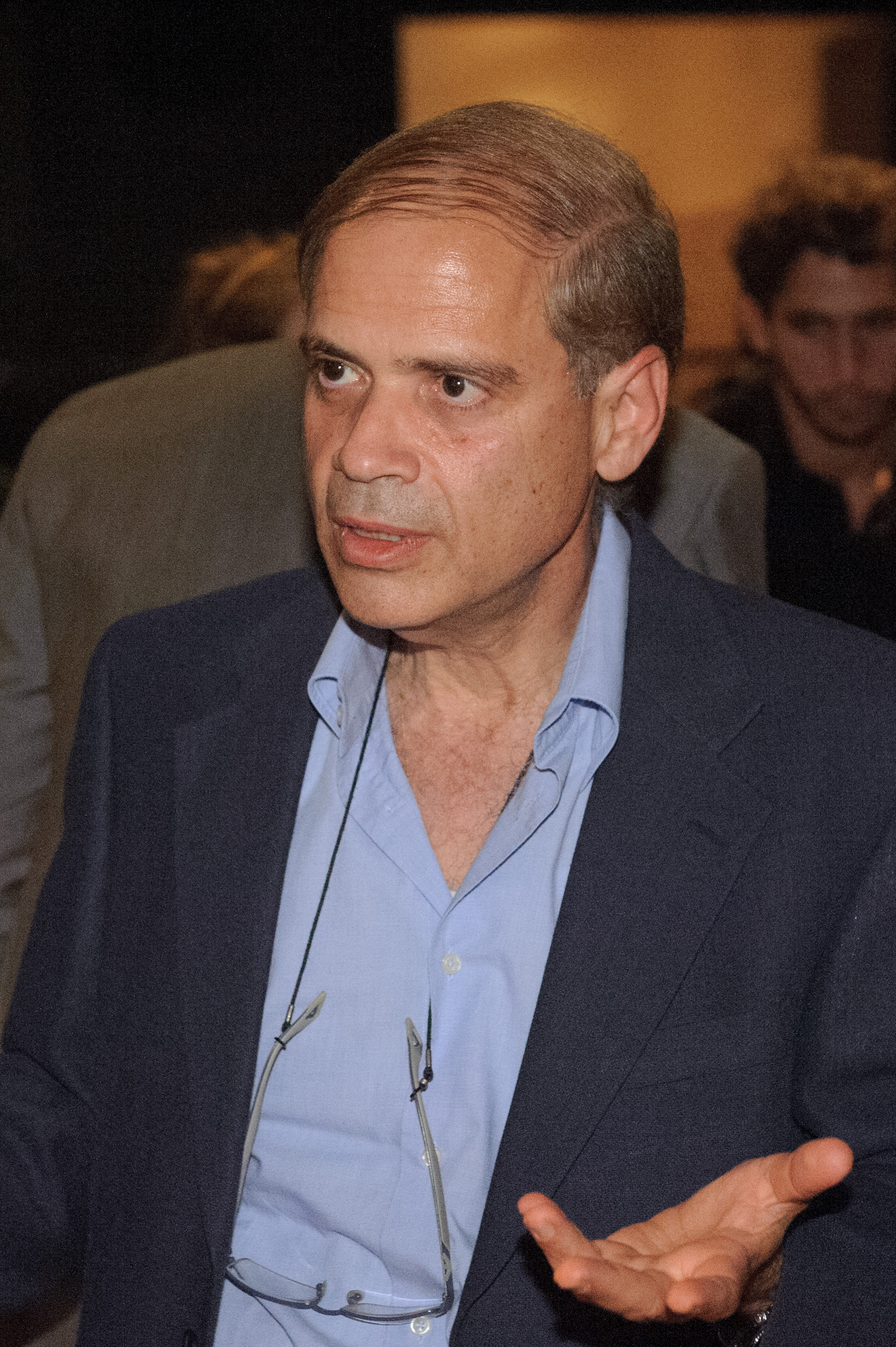
Yakov Hadas-Handelsman, Deutsch-Israelische Literaturtage 2012

Yakov Hadas-Handelsman (hebräisch יעקב הדס-הנדלסמן; * 22. August 1957 in Tel Aviv) ist ein israelischer Diplomat, war vom 9. März 2012 bis zum 27. August 2017 Botschafter Israels in Deutschland, und ist aktuell (Dezember 2019) israelischer Botschafter in Ungarn.

## Leben
Nach acht Jahren Militärdienst (1975–1983) in den israelischen Streitkräften begann Hadas-Handelsman 1983 seine Karriere im diplomatischen Dienst. Er absolvierte die Universität Tel Aviv mit Abschluss B.A. in den Fächern Internationale Beziehungen und Nahoststudien, an der Hebräischen Universität Jerusalem erreichte er anschließend einen M.A. in Nahoststudien.
Zunächst war er in verschiedenen Stellen des Außenministeriums in Jerusalem tätig und hatte diplomatische Posten im Vereinigten Königreich, in Österreich sowie in der Türkei inne. Anschließend war er Leiter der israelischen Handelsvertretung in Doha, Katar. Von 2003 bis 2006 war Hadas-Handelsman Botschafter Israels in Jordanien. Danach wurde er als stellvertretender Generaldirektor und Leiter der Abteilung Naher Osten und Friedensprozess im israelischen Außenministerium berufen. Vom August 2011 bis 2012 amtierte Hadas-Handelsman als Botschafter Israels bei der Europäischen Union und der NATO, beides in Brüssel.
Am 10. Januar 2012 entschied der Oberste Ernennungsausschuss im israelischen Außenministerium, dass Hadas-Handelsman neuer Botschafter des Staates Israel in der Bundesrepublik Deutschland werden solle. Die Ernennung wurde von der israelischen Regierung bestätigt. Sein Vorgänger Yoram Ben-Zeev war zum Jahresende 2011 nach Israel zurückgekehrt, der Botschafterposten seither vakant. Außenminister Avigdor Lieberman wollte zunächst eine außenpolitisch unerfahrene Frau aus seiner Partei ernennen und scheiterte am Ernennungsausschuss.
Als im Juli 2014 im Zusammenhang mit der Operation Protective Edge auf pro-palästinensischen Demonstrationen in Deutschland antisemitische Slogans skandiert bzw. Plakate gezeigt wurden („Angeblich früher Opfer – heute selber Täter“, „Jude, Jude, feiges Schwein“, „Scheiß Juden“), bezeichnete Hadas-Handelsman dies als Missbrauch der Meinungsfreiheit.
Einige Beobachtungen aus seiner Zeit in Deutschland hat Yakov Hadas-Handelsman in dem Buch Fünf Jahre Deutschland zusammengefasst.

## Privates
Yakov Hadas-Handelsman ist verheiratet mit Ita Hadas-Handelsman und hat drei Söhne. Er spricht neben Ivrit auch Englisch, Deutsch, Arabisch und Türkisch.